# Rubus dravaenopolabicus
Rubus dravaenopolabicus är en rosväxtart som beskrevs av Walsemann och Stohr. Rubus dravaenopolabicus ingår i släktet rubusar, och familjen rosväxter. Inga underarter finns listade i Catalogue of Life.